# Araniella yaginumai
Araniella yaginumai är en spindelart som beskrevs av Akio Tanikawa 1995. Araniella yaginumai ingår i släktet Araniella och familjen hjulspindlar. Inga underarter finns listade i Catalogue of Life.